# Protarchos von Athen
Protarchos von Athen war ein gebildeter Angehöriger der Oberschicht im antiken Athen. Anscheinend war er Sophist oder zumindest von der Sophistik beeinflusst. Er gehörte aber auch zum Umkreis des Philosophen Sokrates, eines scharfen Gegners der Sophistik. Allerdings ist umstritten, ob er tatsächlich gelebt hat oder nur eine literarische Figur ist. Falls er historisch ist, lebte er im späten 5. Jahrhundert v. Chr. und vielleicht noch im 4. Jahrhundert v. Chr. 
Protarchos ist in Platons Dialog Philebos der Hauptgesprächspartner des Sokrates. Dort wird er als „Sohn des Kallias“ bezeichnet. In der Forschung ist umstritten, ob damit der reiche Athener gemeint ist, der in der Forschungsliteratur „Kallias III.“ genannt wird. Dorothea Frede vermutet, dass er einer der beiden Söhne Kallias' III. war, die in Platons Apologie erwähnt werden; in diesem Fall war er der Bruder von Hipponikos III. und wurde in seiner Jugend von dem Sophisten Euenos von Paros unterrichtet. Platons Dialogfigur im Philebos bekundet, ein Schüler des Rhetorikers Gorgias von Leontinoi zu sein. Allerdings muss mit der Möglichkeit gerechnet werden, dass Platon die Gestalt des Protarchos ebenso wie die Titelfigur des Dialogs, Philebos, erfunden hat.
Möglicherweise ist Platons Protarchos mit einem Autor – offenbar einem Rhetor – dieses Namens zu identifizieren, den Aristoteles zitiert.